# 百良镇
百良镇，是中华人民共和国陕西省渭南市合阳县下辖的一个乡镇级行政单位。

## 行政区划
百良镇下辖以下地区：
百西村、百东村、安子村、北马家庄村、合义村、候卒村、莘村、段家庄村、北岳庄村、李家河村、曹杜河村、西宫城村、东宫城村、三级村、上党河村、三河村、岔峪村、南尹村、北尹村、李家庄村、陌东村、陌西村、王家洼村、白眉村、临河村、榆林村、伏蒙村、太枣村、同北村、同南村和同中村。